# Clubul Sportiv Gloria CTP Arad
Il Clubul Sportiv Gloria CTP Arad è una società calcistica rumena con sede nella città d'Arad. Fondata nel 1913, negli anni trenta ha partecipato ad otto campionati in Divizia A. Nella stagione 2012-2013 milita in Liga IV.

## Storia
Il club fu fondato nel 1913 come Gloria Arad. Nel 1922 si fonde con il CFR Arad diventando Gloria CFR Arad (nome tenuto fino al 1934 quando ritorna a denominarsi solo Gloria) e l'anno successivo vince il campionato provinciale qualificandosi alle finali nazionali dove venne sconfitto ai quarti di finale dai futuri campioni del Chinezul Timișoara. La stagione migliore fu la Divizia A 1929-1930 dove arrivò a disputare la finale per il titolo ma fu sconfitta 3-0 dalla Juventus Bucarest.
Con la riforma del campionato e l'istituzione del girone unico fu ammesso in Divizia A dove giocò, con la sola eccezione del Divizia B 1939-1940, fino alla sospensione del campionato a causa della seconda guerra mondiale.
Con la ripresa dell'attività sportiva, venne ammesso alla Divizia B ma retrocedette nel 1949. I rimanenti campionati furono giocati tra la Divizia C e i campionati provinciali cambiando più volte denominazione.

## Stadio
Il club disputa le gare interne nello stadionul Romtelecom, impianto con la capienza di 1000 spettatori..

## Palmarès

### Altri piazzamenti
- Campionato rumeno:

Secondo posto: 1929-1930
Terzo posto: 1937-1938 (gruppo 2)